# Sekkemo
Sekkemo est une localité du comté de Troms, en Norvège.

## Géographie
Administrativement, Sekkemo fait partie de la kommune de Kvænangen.